# Saint-Christophe (Charente)
Saint-Christophe é uma comuna francesa na região administrativa da Nova Aquitânia, no departamento de Charente. Estende-se por uma área de 23,65 km². Em 2010 a comuna tinha 327 habitantes (densidade: 13,8 hab./km²).